# Rodolphe van Loo

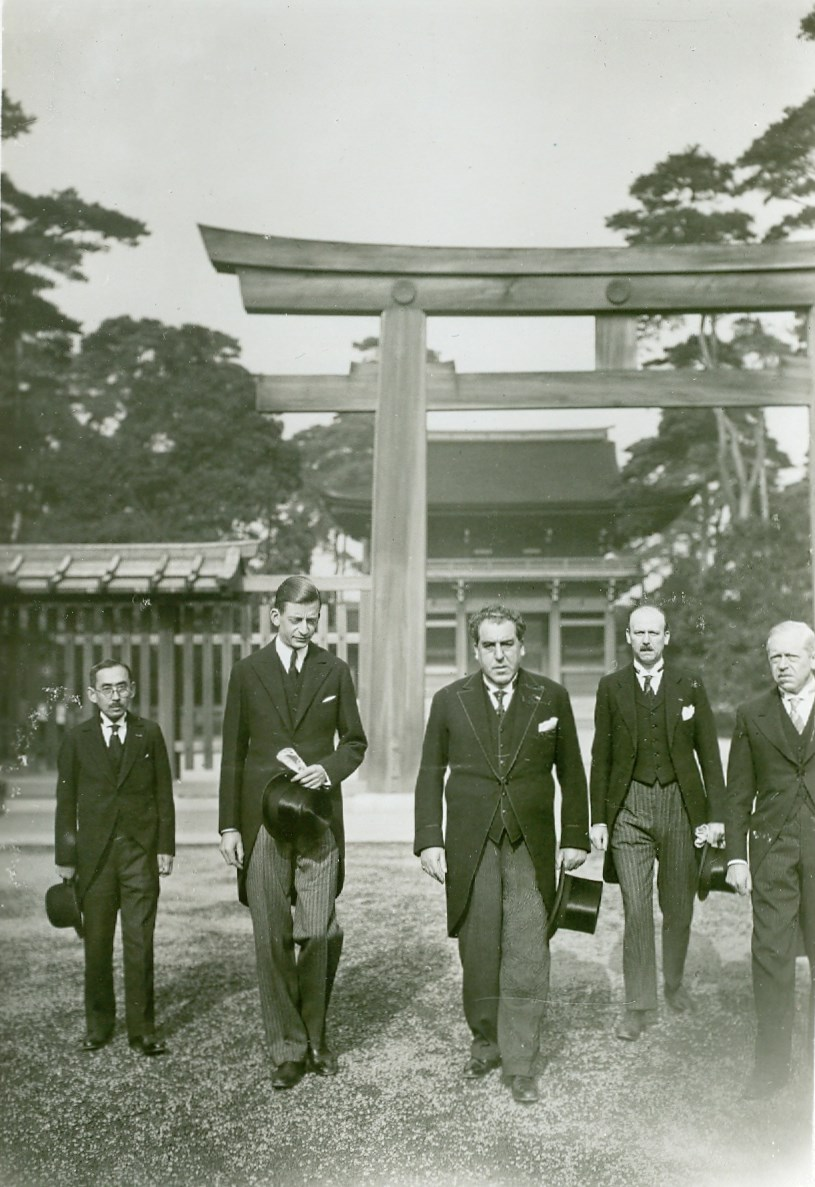
Rodolphe van Loo et le dernier empereur de Chine Puyi.

Rodolphe van Loo (Bruges, 1882-1954) est un écrivain et consul belge.

## Biographie
Fondateur et président des écoles belges de Rotterdam, premier vice-président de l’Association des journalistes périodiques belges et étrangers, cofondateur et vice-président de la Maison de l'Amérique latine, il obtint de l’Académie française le prix de la langue-française 1930 pour la tenue littéraire de ses œuvres complètes.
Il contribua au resserrement des liens économiques entre la Belgique et l’Extrême-Orient, représentant notamment le roi Léopold III en 1936, auprès de Puyi, empereur du Mandchoukouo (de 1932 à 1945) après avoir été le dernier empereur de Chine (jusqu’en 1912).

## Publications
- L’Inde britannique (1904)
- Congrès international d'expansion économique mondiale - Section I, considération sur l'enseignement commercial (1905)
- La France colonisatrice (1907)
- La Chine nouvelle. Le péril ? (1909)
- La Belgique industrielle et la Chine commerciale (1911)
- La Rénovation du Maroc (1912)
- La Tunisie moderne, avec Alfred. C. Blancke (1913[1])

## Sources
- Les journaux de l’année 1936, dont Le Soir, Le Nouveau Dictionnaire des Belges éditions Le Cri, etc.